# Dr. Nick Riviera
El doctor Nick Riviera es un personaje de la serie de televisión de dibujos animados Los Simpson. En la versión original es interpretado por Hank Azaria. En España es doblado por Juan Antonio Arroyo con un exagerado y paródico acento en Hispanoamérica por Herman López. Se cree que este personaje está basado en Gábor Csupó, aunque también es posible que su origen se deba a George C. Nichopoulos (conocido como Dr. Nick), el cuestionado médico personal de Elvis Presley.
Es conocido por sus limitados conocimientos de la medicina y  además  por ser un doctor altamente negligente, sus reprobables métodos para operar y su típico saludo al entrar en escena: "¡Hola a todo el mundo!", y los presentes siempre contestan; "¡Hola Dr. Nick!". En varios capítulos se le vio sin saber qué hacer en medio de intervenciones quirúrgicas. Su ignorancia llega hasta tal punto que al ver la radiografía de una mujer embarazada exclamó que esa mujer se había tragado un bebé. En una oportunidad en la quinta temporada Lisa le ayudó a hacerle un baipás coronario a Homer.
El doctor Riviera queda gravemente herido en Los Simpson: la película al caérsele un trozo de cúpula sobre él, herida que debería haberle causado la muerte, sin embargo ha vuelto a aparecer en episodios posteriores de la serie.
Vuelve a aparecer en el capítulo Lost Verizon jugando al golf, y en el capítulo Eeny Teeny Maya Moe, cuando va a operar a Moe Szyslak para ser pequeño como su novia Maya (temporada 20). Su aparición más reciente tuvo lugar en la intro del episodio 20 de la temporada 21, donde se parodia la canción "Tik-Tok" de Kesha.

## Universidades en las que estudió
Principalmente se sabe que el Dr. Nick Rivera estudió en la Hollywood Upstairs Medical College (Universidad de "Arriba Hollywood", en España y la Universidad de Hollywood en Hispanoamérica). Según lo que aparece en el episodio Bart Gets Hit by a Car (temporada 2), sus títulos de grado son:
- Mayo Clinic Correspondence School (Escuela por Correspondencia de la Clínica Mayo)
- Club Med School (Escuela del Club Mediterranee)
- Female Body Inspector (Inspector de Cuerpos Femeninos)
- I went to the medical school for four years and all I got was this lousy diploma (Fui 4 años a la facultad de medicina y todo lo que me dieron fue un cochino diploma)